# Zipoetes
Zipoetes is een kevergeslacht uit de familie van de boktorren (Cerambycidae). De wetenschappelijke naam van het geslacht werd voor het eerst geldig gepubliceerd in 1897 door Fairmaire.

## Soorten
Zipoetes omvat de volgende soorten:
- Zipoetes lineatus (Distant, 1898)
- Zipoetes grisescens Fairmaire, 1897
- Zipoetes rufescens Breuning, 1940